# Nicholas Crisp
Sir Nicholas Crisp, 1. Baronet (auch Crispe; * um 1599; † 16.jul. / 26. Februar 1666greg.) war ein englischer Royalist und ein reicher Kaufmann, der in den 1630er Jahren Pionierarbeit für den Handel mit Westafrika leistete. Von 1640 bis ca. 1661 / 1666 war er als Zolleintreiber tätig und von November 1640 bis 1641 Mitglied des House of Commons, aus dem er jedoch als Monopolist wieder ausgeschlossen wurde. Ab 1660 war er Mitglied des Handelsrates, ab 1661 ebenso Mitglied des Rates für im Ausland gelegene Plantagen und 1661 bis 1666 erneut Mitglied des House of Commons. Seit 1664 besaß er den Status des Gentleman of the Privy Chamber. Zum Jahreswechsel 1640/41 wurde er zum Knight Bachelor geschlagen und 1665 zum Baronet erhoben.

## Frühes Leben
Über sein frühes Leben ist nicht viel bekannt, auch sein tatsächlicher Nachname ist nicht gesichert – er wird mal Crisp und mal Crispe geschrieben. Er war der Sohn von Ellis Crisp, der zu diesem Zeitpunkt Sheriff von London war und 1625 starb. Sein Bruder war von Tobias Crisp, ein damals prominenter Kleriker und zugleich Gesetzloser. Nicholas verdiente sein Geld zunächst mit dem Handel mit einer Ziegelei in Hammersmith und investierte später zusätzlich in andere Waren, wobei seine Hauptinteressen im Handel mit Indien und China lagen. Wie bereits sein Vater besaß auch er große Anteile an der Ostindien-Kompanie und importierte bereits als Mittzwanziger eine große Bandbreite an Waren, darunter Gewürznelken, Indigo, Seide, Schwarzer Pfeffer, Elfenbein, Kaliko und Muscheln. Die Muscheln wurden auf seine explizite Anweisung hin durch Agenten der Kompanie beschafft und dienten höchstwahrscheinlich zur Finanzierung von Sklavenkäufen in Westafrika.

## DieGuinea Company
Die Company of Adventurers of London trading to the ports of Africa, besser bekannt als die Guinea Company, hatte als erste private Handelskompanie das Ziel, Afrika zur Erzielung von wirtschaftlichem Profit zu kolonialisieren. Die Kompanie exportierte Rotholz, das als Farbstoff verwendet wurde, aus den westlichen Teilen Afrikas, hauptsächlich jedoch aus Guinea und Sierra Leone. Auf ihrem Höhepunkt besaß und betrieb die Handelskompanie 15 Frachtschiffe.
Jakob I. gewährte der Kompanie 1618 durch Ausstellung eines Frachtvertrags ein 31-jähriges Monopol auf den Warenexport von Westafrika nach England. Im Jahr 1624 bezeichnete das Parlament dieses Monopol der Guinea Company allerdings als Missstand, zumal die Kompanie unter finanziellen Schwierigkeiten litt. Sieben Jahre nach ihrer Gründung und ein Jahr nach dem Einwurf des Parlaments wurde im Jahr 1625 Nicholas Crisp der wesentliche Organisator und Profiteur der Kompanie. Die Erfolge der Guinea Company stiegen wieder an, was eine umso heftigere Ablehnung in England provozierte. Crisp wurde 1628 der größte Anteilseigner und zugleich Stifter der Kompanie. Den Großteil der Unterstützung durch die Royalisten sicherte sich Crisp durch den Aufbau von Handelsposten an der Goldküste von Komenda und Kormantin, welche der englische König Jakob I. als sehr wertvoll für die Zukunft des Handels zwischen England und Afrika ansah.
Die Guinea Company handelte mit verschiedenen Gütern; das in ihren Anfängen vorwiegend gehandelte Gold war bald nur noch ein Handelsgut unter vielen, denn die Kompanie war im Goldhandel nicht sonderlich erfolgreich. In den Jahren 1618 bis 1621 entsandte sie drei Expeditionen den Gambia flussaufwärts, um Gold zu schürfen, da an dieser Stelle große Vorkommen vermutet wurden. Tatsächlich aber konnte kein Gewinn erzielt werden, und nach der dritten Expedition hatte die Kompanie einen Verlust in Höhe von 5.600 Pfund Sterling angehäuft. Dies entspricht je nach Berechnungsweise einem Gegenwert für das Jahr 2011 zwischen rund 916.000 und 186 Millionen Britischen Pfund – Nicholas Crisp hatte die Mehrheit an der gesamten Kompanie für weniger als 800 Pfund (130.000 bis 26,6 Mio. £) erworben. Nachdem Crisp mit der Goldsuche am Gambia erfolglos war, wechselte die Kompanie zum Rotholzexport aus Sierra Leone als Haupttätigkeit.
Im Jahr 1631 wurde ein neuer Frachtvertrag erstellt und der Company of Merchants Trading to Guinea zugesprochen. Wie bereits der erste Vertrag aus 1618 galt dieser ebenfalls für 31 Jahre, galt jedoch für das Gebiet zwischen Cap Blanc und dem Kap der Guten Hoffnung. Obwohl die Gesellschaft Außenstehenden als völlig neue Handelskompanie erscheinen konnte, war sie es nicht – viele ihrer Mitglieder waren zugleich in die Guinea Company eingebunden, darunter auch Nicholas Crisp. Durch die Erfindung eines neuen Namens für sich selbst eröffneten sie sich mehr Möglichkeiten zur weiteren Expansion, insbesondere zum Goldschürfen im östlichen Teil von Sierra Leone. 1632 unterhielt die Kompanie bereits Goldfabriken in Komenda, Kormantin und Winneba. Drei weitere in Anomabu, Takoradi und Cabo Corso folgten bereits kurze Zeit später. Neben dem Haupteinkommen aus dem Goldhandel entsandte die Kompanie Schiffe nach Benin, um Kleidung zu besorgen, die zurücktransportiert und gegen Gold verkauft wurde. Es wird vermutet, dass Nicholas Crisp mit seiner Handelskompanie in den elf bis zwölf Jahren nach 1632 mehr als 500.000 Britische Pfund Gewinn mit dem gewonnenen Gold erzielen konnte, was im Jahr 2011 einem Gegenwert zwischen 70,4 Millionen und 13,3 Milliarden Pfund entspricht.
Aufzeichnungen des Britischen Parlaments zufolge hat es darüber hinaus den Anschein, dass die Handelskompanie in den Sklavenhandel involviert gewesen ist.
Im Zuge einer Ausgrabung auf dem Gelände des Privatanwesens von Sir Nicholas Crisp – heute als Hammersmith Embankment bekannt – wurde im Jahr 2005 eine umfangreiche Sammlung von Glasperlen und Tand gefunden. Crisp besaß die Zulassung zur Herstellung und zum Verkauf von Glasperlen, ebenso zum Sklavenhandel zwischen Guinea und den British West Indies. Die Perlen wurden höchstwahrscheinlich sowohl für die lokalen Märkte als auch für die Kolonien genutzt; Forscher haben gleichartige Perlen in Amerika und Ghana entdeckt. Dies ist der erste eindeutige archäologische Beweis für die Herstellung von Glasperlen nach dem Mittelalter in England.
Andere Mitglieder der Crisp-Familie waren in der gleichen Zeitperiode ebenfalls in den Handel mit Afrika involviert, zuweilen ähnlich wie Nicholas in signifikantem Ausmaß.
Ab November 1640 war Nicholas Crisp als Abgeordneter für den Wahlbezirk Winchelsea Mitglied des Long Parliament. Aus diesem wurde er 1641 ausgestoßen, weil er ohne dessen vorherige Zustimmung Zoll auf Handelsgüter erhob, den er als Sicherheitsleistung benutzte, um dem mittellosen König Karl I. Geld zu leihen.
Am Neujahrstag 1641 schlug Karl I. Crisp in Anerkennung seiner bisherigen, aber – wahrscheinlich deutlich wichtiger – auch in Vorwegnahme seiner zukünftigen Dienste zum Knight Bachelor.

## Bürgerkrieg
Trotz seiner Loyalität zum König, der mit dem Ausbruch des Bürgerkriegs nach Oxford geflohen war, blieb Crisp im von den Roundheads kontrollierten London. Allerdings wurde er im Januar 1643 vom House of Commons zu 3700 Britischen Pfund befragt, die ein abgefangener Brief als Ausgleich für geheime Dienste für Seine Majestät offenbarte. Crisp verschwand umgehend heimlich nach Oxford, wo er vom König herzlich willkommen geheißen wurde. Seine Häuser aber in Hammersmith und der Lime Street wurden geplündert.
Crisp wurde vom Parlament dazu gezwungen, seine Zulassungen für Herstellung und Verkauf von Perlen sowie für den Sklavenhandel von Guinea zu den West Indies zurückzugeben. Im Dezember 1643 wurde dem House of Lords ein Schriftstück vorgelegt, das sich auf eine Geldschuld von Sir Nicholas Crisp gegenüber der Royal Navy bezog. Das House of Commons befahl daraufhin, dass diese Schuld mit seinen Geschäftsanteilen an der Guinea Company beglichen werden solle. Die Aussicht auf das auf diese Weise zu erwartende Gold bewog das House of Lords, dieser Anordnung zuzustimmen.
Nicholas Crisp diente dem König während des Bürgerkriegs in vielfältiger Weise. So war er unter anderem im März 1643 führend beteiligt bei einem Plan, London einzunehmen, aber die Idee scheiterte. Er war außerdem frustriert über seine fehlgeschlagenen Versuche, ein 1500 Mann starkes Infanterieregiment später im selben Jahr aufzustellen.
Allerdings wurde er am 6. Mai 1644 damit beauftragt, 15 Kriegsschiffe auf eigene Kosten und die seiner Partner auszurüsten. Im Gegenzug erhielt er die Zusage, ein Zehntel jedweder gemachten Einnahmen behalten zu dürfen. Von den westlichen Küstenorten aus bot er Fährdienste für Truppen aus Irland an und spielte eine wichtige Rolle im Schiffstransport von Zinn und Wolle auf den Kontinent. Auf dem Rückweg brachte er Waffen und Munition mit und bekam schließlich die wichtige Position als stellvertretender Generalkontrolleur der Stützpunkte. Seine Treue zur Krone war standhaft, auch nachdem Karl I. 1649 exekutiert und Crisp zusammen mit vielen anderen zur Flucht nach Frankreich gezwungen wurde. Familiäre Beziehungen erlaubten ihm später die Rückkehr, aber seine politischen Ansichten hatten sich nicht verändert. Während des Wiederaufbaus diente Crisp im Geheimen dem im Exil lebenden Charles II. und war Gelder für ihn ein. Crisp gehörte zu denjenigen Royalisten in London, welche die Erklärung von General Monck unterstützten, der die Stuart-Monarchie wiederherstellen wollte. Er war darüber hinaus geheimer Unterstützer für royalistische Verschwörungen, wie zum Beispiel der im Jahr 1650 fehlgeschlagene Plan, Truppen von den Scilly-Inseln an die cornische Küste anzulanden.
Im Mai 1660 war Crisp Teil einer Kommission, die zu einem Treffen mit Karl II. bei Breda geschickt wurde, der nach England zurückkehrte, um den Thron zu übernehmen, den sein Vater zurückgelassen hatte.

## Spätes Leben
Nachdem die Monarchie wiederhergestellt war, wurde Nicholas Crisp für seine Verluste im Zuge der Verteidigung der Krone teilweise entschädigt. Der König übertrug ihm außerdem eine Reihe von prominenten Ämtern, um den Rest auszugleichen. Crisp versuchte, seine frühere Handelsposition zurückzuerlangen, war jedoch damit nicht erfolgreich. Dennoch sicherte ihm seine Mitgliedschaft in der Company of Adventurers einigen Einfluss auf den Handel. Von 1661 bis 1666 war er erneut Parlamentsmitglied für den Wahlbezirk.
Er wird im Tagebuch von Samuel Pepys am 11. Februar 1660, 25. Januar, 15. und 19. Februar und 5. September 1662 sowie am 22. August 1663 erwähnt. Pepys erwähnt seinen Erfindungsreichtum und seine Vorschläge für ein Schwimmdock.
Am 14. April 1665 ehrte Karl II. seinen loyalen Diener durch die Verleihung des erblichen Adelstitel eines Baronet, of Hammersmith in the County of Middlesex.

## Erbe
Nicholas Crisp verfügte in seinem letzten Willen, dass an seinem Monument festgehalten werden soll, dass er „aus seinem Geldbeutel knapp einhunderttausend Pfund“ bei seinen Bestrebungen im Hinblick auf den Handel mit Guinea verloren habe. Er wurde in der Kirche St Mildred’s Church in der Bread Street, London, beerdigt, aber:
„[…] er verfügte, dass sein einbalsamiertes Herz in einer Urne unter eine Bronzebüste von Karl I. platziert werden solle, die er zu seinen Lebzeiten in der Kirche platziert hatte, in der er Gott anbetete. […] Eineinhalb Jahrhunderte lang wurde das Herz jeweils zum Jahrestag seiner Beerdigung aus der Urne genommen und mit Wein getränkt. Dann wurde es Staub zu Staub, aber die Erinnerung an den alten Sir Nicholas, das Marmor-Monument und die Königsbüste werden es lange überleben.“
Crisp war ein großer Gönner der Gemeinde von Hammersmith und unterstützte den Bau der ersten Kirche mit Geld und Steinen. Diese wurde später zur St. Paul’s Kathedrale. Das Denkmal für Crisp wurde später zur neueren Kirche transferiert, die am gleichen Platz 1883 gebaut wurde. Am 18. Juni 1898 wurden seine sterblichen Überreste und sein Herz in einem Grabmal wieder vereint, das sich heute auf dem Friedhof der St. Paul’s Kathedrale in der Nähe des nordöstlichen Eingangs zur Kirche befindet.
Nicholas Crisp erscheint in einem Porträt von Robert Hartley Cromek, welches aber mit 1795 zu spät datiert ist um ein Original zu sein. Tatsächlich ist es eine Kopie von einem früheren Porträt eines unbekannten Künstlers.
Crisp war ebenfalls verantwortlich für die Errichtung des Brandenburgh House in der Fulham Palace Road. Zunächst von Crisp als Great House bezeichnet, wurde diese beeindruckende Residenz später das Zuhause der von Georg IV. entfremdeten Ehefrau Königin Caroline.
Nach ihm wurde in Hammersmith die Crisp Road benannt.